# リエージュ要塞
リエージュ要塞またはリエージュ要塞群 (フランス語: position fortifiée de Liège, PFL)は、19世紀後半から第二次世界大戦にかけてベルギーのリエージュ周辺に築かれた要塞の総称。歴史上たびたびドイツとフランスに進軍路として侵略されてきたベルギーが、そうした通行を遮断することを目的として整備した。
最初の要塞群は、1888年から1891年にかけて、アンリ・アレクシ・ブリアルモンの指導によりリエージュの都市を囲むように建設された。この要塞は第一次世界大戦初期の西部戦線におけるリエージュの戦いで実戦に挑み、ドイツ帝国軍の圧倒的な火力や要塞を素通りし先にリエージュ市街を制圧する戦略、また要塞自体の設計上の欠陥による劣悪な内部環境が災いし、1週間で陥落した。しかし大局的には、ベルギー陸軍がここでドイツ軍を足止めし、フランス侵攻を遅らせることに成功したことから、戦後もリエージュの守りを固める防衛戦略が検討された。戦争で大打撃を受けた要塞や要塞線を復活させ、ドイツ国境に近いエルヴ高原まで要塞線を延長するとともに、最先端の要塞技術を取り入れて防衛線を強化した。
戦間期から第二次世界大戦にかけてのリエージュ要塞は、マース川を守る巨大な要塞網の一部を構成していた。この時期のリエージュ要塞は、戦間期に新設された、アルベール運河のエバン＝エマール砦を起点として国境近くを南北に走るもの（PFL I）と、リエージュ市街を環状に囲むブリアルモンの要塞群を再建し再整備したもの（PFL II）の二つに大別される。またそれ以外のマース川防衛線にもPFLという名がつけられた。
1940年5月10日にドイツが再びベルギー侵攻を開始したとき、エバン＝エマール砦が真っ先に攻撃対象となった。しかしこれを含めリエージュ要塞軍は援軍を得られないままに短期間で次々と降伏してドイツ軍の通過を許し、5月28日にはベルギー全体がドイツに降伏するに至った。

## 背景

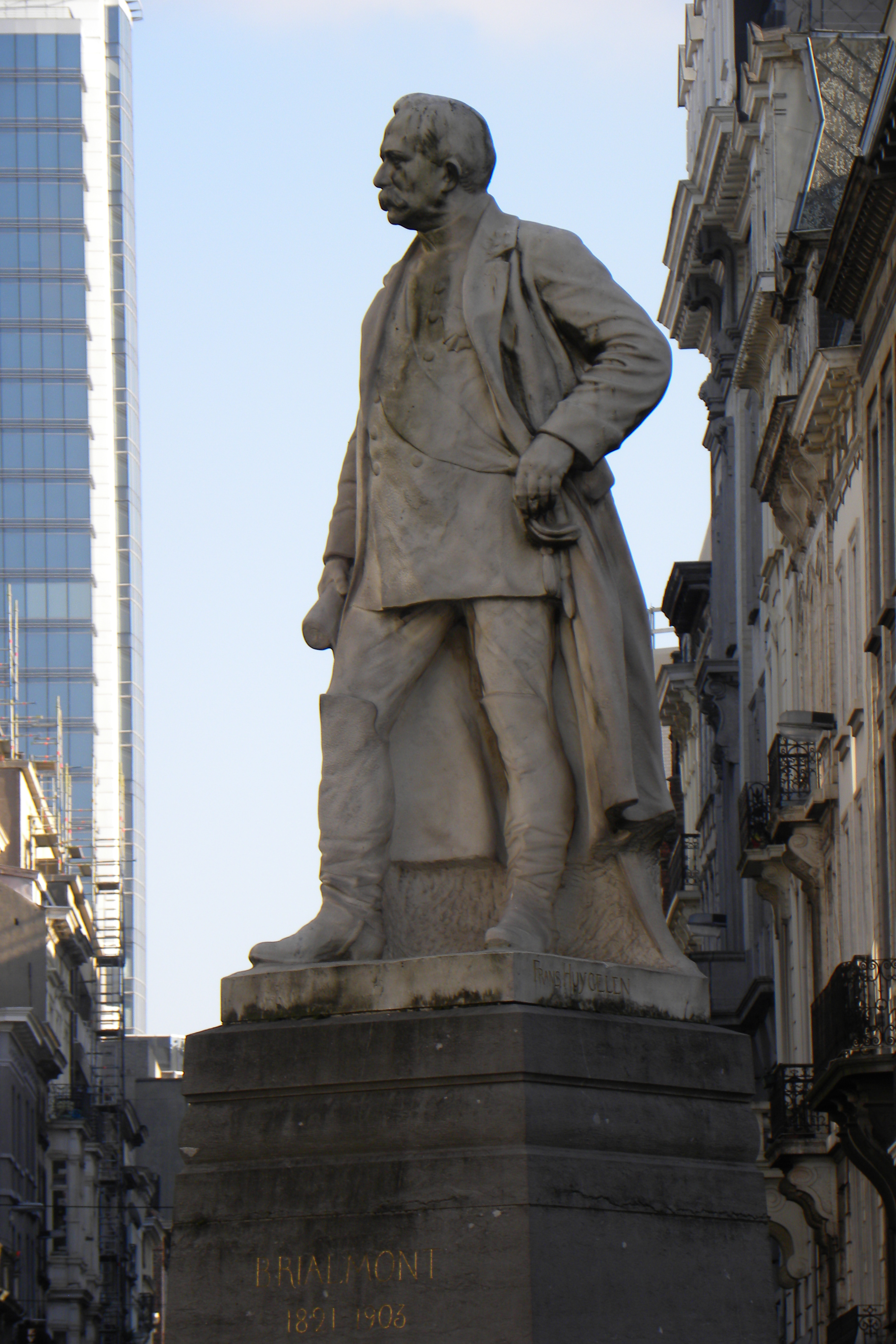
ブリュッセルに立つアンリ・アレクシ・ブリアルモン像（ Frans Huygelen作）

1830年に独立を果たしたベルギーは、旧宗主国のオランダから、ナポレオン戦争時代の4つの要塞線、通称「ウェリントンの防壁」を受け継いだ。しかしベルギー政府は、この要塞線を維持する力も意志も無かった。この要塞線はオランダが南のフランスに対する防備として使っていたものであるが、ベルギーにとってフランスは独立革命で支援を受けた友邦だったためである。1839年からウェリントンの防壁の解体事業が始まった。しかし1848年革命を経て1851年にフランス第二帝政が成立すると、ベルギーは一転してフランスの脅威に晒されることとなった。防衛戦略の転換を迫られたベルギー指導部は、国民の反軍感情や要塞の存在を嫌う経済界の抵抗を受けながらも、1859年にピエール・エマニュエル・フェリックス・シャザル大将が提唱した計画を採用した。これはシャザルが1847年初頭から主張していた、アントウェルペンを要塞化してベルギーの最終防衛ラインとする「国家要塞」構想をもとにしていた。シャザルの弟子アンリ・アレクシ・ブリアルモン大尉による指導で1868年に国家要塞が完成した。しかしすでに技術水準やヨーロッパの地政学的状況が大きく変化していたため、ベルギーの防衛体制は相変わらず不十分であった。
1870年から1871年の普仏戦争で、ベルギーは再び大きな地政学的変化に揺さぶられることとなった。統一ドイツ帝国が誕生してフランスからアルザス＝ロレーヌを奪ったことで、今後また独仏が戦火を交えることは必至と思われていた。ドイツかフランスの軍隊が互いの国へ侵攻しようと考えた時、最も手軽に通れると考えられたのがマース川の峡谷を通る道、すなわち防備が薄いベルギー南部と無防備なフランス国境地帯を通る経路であった。シャザルはマース川の要塞群を自身のドクトリンの要とし、各要塞でアントウェルペンに集まるベルギー軍が渡河できるように構想していた。彼の考えに適う要塞はリエージュとナミュールの2か所であり、これらの要塞がマース川の渡河可能地点26か所のうち18か所を抑えていた。リエージュだけでも道路17本、橋12本がマース川を渡っており、さらに3つの鉄道駅に7本の鉄道線路が接続していた。また近くの高台からは、エルヴやエスベイ、さらにはわずか16キロメートル (9.9 mi)先のオランダ国境までを遮るものなく見渡すことができた。普仏戦争から数十年の間に、ベルギーの歴代の戦争相のみならず、ドイツ帝国宰相オットー・フォン・ビスマルクまでもがこのマース川の要塞化を急がせた。1882年、ベルギー首相ワルテール・フレール＝オルバンがようやく要塞計画の草案提出までこぎつけた。その中には、リエージュやナミュールに加え、戦略的に重要な渡河地点であるヴィゼとユイの要塞化も含まれていた。
この計画はブリアルモンに託されたが、マース川の防衛計画はまたも政治論争に巻き込まれて遅延を余儀なくされた。1886年12月31日にブリアルモンが再調査を依頼され、ようやく計画は再開した。彼は1887年1月15日に報告書を提出し、かつて自身がアントウェルペン周辺に築いたのと同じような軍事施設群をリエージュとナミュールの周辺にも建設するよう要求した。彼の案は2月1日に承認されたが、相変わらずの政治闘争の影響で、予算が下りたのは6月になってからであった。

## ブリアルモンのリエージュ要塞
1870年代までに、ライフリングやピクリン酸火薬、遅延信管などの技術革新が進み、大砲の射程、精度、破壊力が飛躍的に向上した。それまで百年にわたりヨーロッパで用いられてきた伝統的な星型要塞は廃れていき、代わりに1850年代から多角形要塞を都市のはるか遠方に配置し、都市を長射程の砲撃から守るようになった。要塞建築家たちは、この多角形要塞であれば破壊力が上がった大砲にもより耐えられると考えていた。
1887年、フランスの軍事技術者アンリ＝ルイ＝フィリップ・モージャンが、「未来の要塞」 (Fort de l'Avenir)と題した新しい要塞計画案を発表した。これは、要塞のほとんどを地下に埋設し、建材にはコンクリートを用い、収納可能な鋼鉄製の砲塔に大砲を搭載して戦うというものであった。19世紀前半に発明されたコンクリートは、新式の砲弾による砲撃に対しても高い防御力を発揮することが明らかになっていた。1887年にフランスでセレ・ド・リヴィエール方式による要塞改修に採用されて以降、コンクリートは要塞建設に広く使われるようになった。またモージャンは、クリミア戦争で装甲艦が活躍したのをみて、要塞に砲塔と鋼鉄装甲を導入するアイデアを思い付いた。最初にモージャン式要塞の実践に手を付けたのは、ドイツ人のヘルマン・グルゾンとマクシミリアン・シューマンだった。しかしモージャン自身をはじめとしたフランス人も研究に取り掛かり、カウンターウエイトを利用して収納できる要塞砲塔を完成させた。スイスではモージャン式要塞のプロトタイプとしてアイロロ要塞が建設され、フランスでもヴェルダンの近くにフロワデテール要塞が建設された。モージャン式要塞計画はフランス軍に正式に受け入れられることはなかったが、ブリアルモンはこの構想に精通していたようである。
リエージュでは、市街から7–9キロメートル (4.3–5.6 mi)離れた円周上に、12の要塞（大型6か所、小型6か所）を建設する計画が立てられた。要塞線の円周は約46キロメートル (29 mi)で、要塞同士の距離は約3.8キロメートル (2.4 mi)とされ、その間にも防衛設備が設置されることになった。また円形要塞群は、敵が身を隠せるような渓谷や低地から離れたところに建設された。またヴィゼでもマース川の浅瀬にまたがる様に、さらにリエージュとナミュールの中間に位置するユイでも要塞建設が計画された。これらマース川要塞群の建設には、当初の試算で2400万フランを要するとされた。この試算がまだ現地調査の途中であったブリアルモンに突き付けられた上に、結局ヴィゼとユイの要塞建設費は一切下りなかった。ブリアルモンは、限られた予算で実現できる範囲まで自身の計画を縮小することを余儀なくされた。彼は地形に合わせて三角形型と台形型の2種類の要塞案を持っており、いずれも形状以外は似たような構造を持っていた。また要塞背面の設計は3案、中央の掩体壕、砲郭、それらをつなぐ回廊については2案を用意していた。マース川要塞群は、全面的にコンクリートで建設されることになった初めての試みであった。各要塞の「基部」、すなわちリエージュ市街に面した方向には、要塞内に至るスロープが設置された。なお後の第一次世界大戦におけるリエージュの戦いの際には、リエージュを取り囲む要塞群に加えて、要塞の前後に小要塞31か所、塹壕63本が増設され、周囲を有刺鉄線で囲むといった増強が行われた。
1888年7月1日、ベルギー政府はフランスのハリエール社、レテリエ兄弟社、ジュール・バラトゥー社に要塞の建設契約を発注した。1888年7月28日に着工し、予定地の障害物除去や掘削、倉庫や作業所の建設から始められた。3年後の1891年10月29日に要塞は完成した。総工費は7160万フランであった。リエージュ周辺では土砂1,480,000 m3 (52,000,000 cu ft)が取り除かれ、コンクリート601,140 m3 (21,229,000 cu ft)が注がれ、煉瓦12,720 m3 (449,000 cu ft)が積まれた。

### 防衛設備
ブリアルモンは、当時の軍事知識上もっとも威力が高い21センチ砲（砲弾威力240トン）に耐えられるようマース川の要塞を設計した。1886年の試験結果をもとに、彼は防壁の石組みの上に分厚いコンクリート層を作り、さらにその上に厚さ3メートル (9.8 ft)の土をかぶせた。ここで使われたコンクリートは、基礎用と石壁補強・天井用の2種類の調合があった。いずれも、原料はポルトランドセメント（うち30万トンはベルギーとフランスで生産）と現地のマース川で浚渫した砂利や砂で、要塞建設地で調合が行われた。調合配分は、先にファン・ブラッススガート砦建設で試験されていた。まず木枠を作り、そこにコンクリートを流し込んで2週間以上放置した。コンクリートが固まったら、内側には表面が滑らかになるまでモルタルを塗布し、外側は土で覆った。いかに分厚いコンクリートで守られているかが、要塞の脆弱性の多寡に直結していた。兵舎の背面壁の厚さが1.5 m (4.9 ft)だったのに対し、敵の砲撃に晒される上部の主要堡塁は4 m (13 ft)の厚さを持たされていた。また敵の歩兵突撃を防ぐため、斜堤の塹壕付近には有刺鉄線が張り巡らされ、要塞背面には5.7センチ砲と守備兵を収容する砲郭が設けられた。また上面には敵歩兵の攻撃に反撃して突撃するための部隊も配置された。

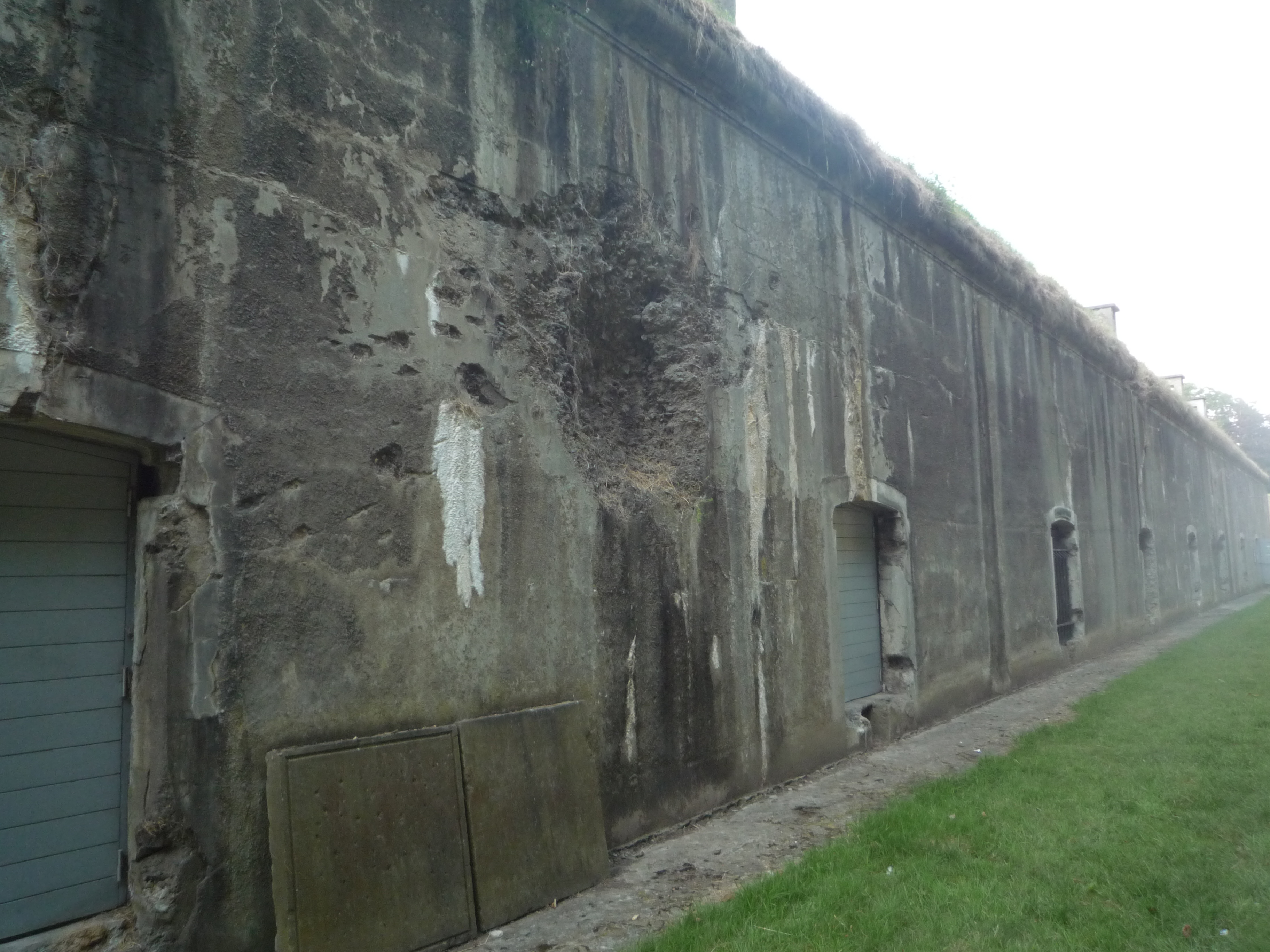
ロンサン砦の背面壕

第一次世界大戦において、マース川の要塞を攻撃したドイツ軍の攻城砲の威力は、最大で3,600トンを上回っていた。この時、守備隊は砲撃で抉れたコンクリートを継ぎ足す必要があったが、照明設備がないため夜間にこの作業をできないという問題が浮上した。コンクリート注入を中断して一晩放置し乾燥させてしまうと、改めて注入を再開しても前日までに注いだコンクリートにうまく接着できない。この問題は実戦においては深刻で、例えば1914年8月にドイツ軍の攻撃を受けコンクリートの補給を繰り返したロンサン砦では、コンクリートが多層に分離してしまい十分な防御力を発揮できなくなった。最終的に火薬庫が敵弾のダメージを受けて爆発、砦は全壊し守備隊の大半が死亡するという結果に終わった。背面の壁が比較的薄く作られていたのには、もし敵に砦を占領されても、内側のリエージュ都市部から効果的に砲撃できるという目算があった。内側から砲撃すると、窓枠周りのコンクリートや装甲が次第に侵食されて穴が開き、砲弾が兵舎内に飛び込むようになる。そうすれば要塞内に侵入した敵兵を奥へ押しやれるという期待があった。しかし第一次世界大戦では、ドイツ軍にリエージュやナミュールの市街を先に占領されてしまい、要塞のベルギー軍部隊は内側から攻撃を受けて壊滅的な被害を出しすことになった。

### 武装

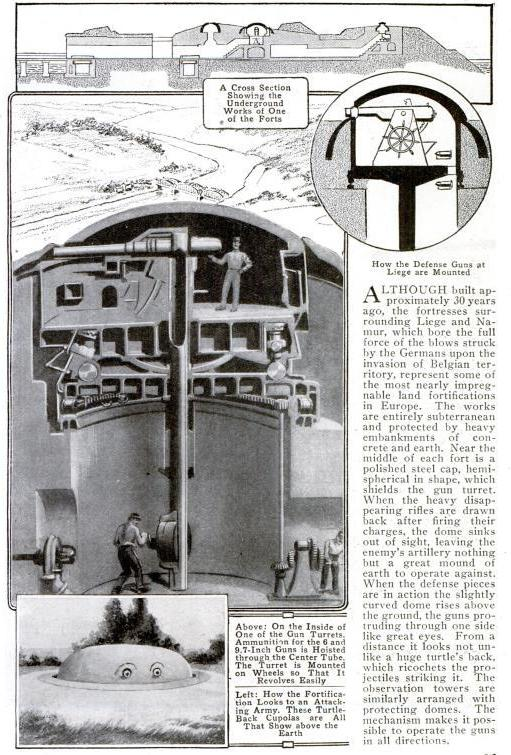
Popular Mechanics誌のマース川要塞群特集に掲載された砲塔断面図

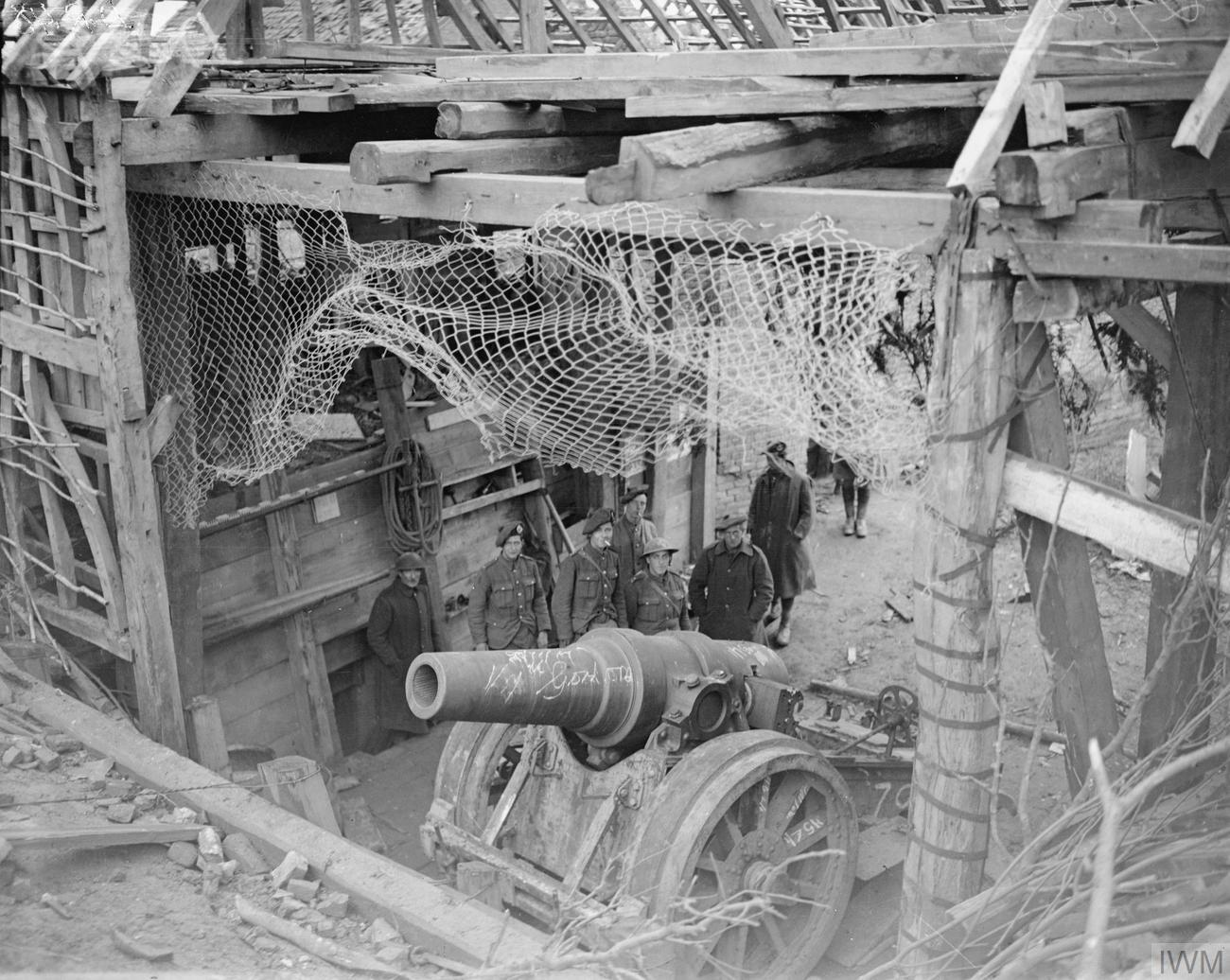
野砲に改造された21センチ砲

マース川の要塞群には合計で171基の砲塔が配備され、その建設・輸送・設置に24,210,775フランが費やされた。当初、ドイツ企業であるグルゾン社がマース川要塞群の大砲全てを17,409,378フランで受注・供給しようとしていた。しかしベルギー政府はフランスの圧力を受け、結局フランス企業とベルギー企業が分担することになった。なおこの施策には、ベルギー企業がフランス企業の技術に触れられるという目論みもあった。砲塔は鋼鉄製で、コンクリートで固められた主要堡塁の竪穴の中に設置された。下に置かれたローラーのおかげで360度回転することができ、竪穴に設けられたトラックに沿って上下に動き内部へ収納することもできた。なお小さい砲塔は要塞内に完全に収容することができたが、大口径砲を擁する砲塔は砲身がつかえるため収納できなかった。また砲塔の縁は鋼鉄の輪で固定され、周囲のコンクリートがダメージを受けても砲塔が脱落しないようになっていた。しかしこの構造は、1912年10月にベルギー高官の立会いの下ロシアで実施された大砲試験で、砲塔を守るのに十分でないということが露呈した。15センチ砲の砲撃には耐えられたものの、28センチ砲には持ちこたえられず完全に脱落してしまったのである。
大砲は砲塔の中に収められたまま移動、照準、発砲することができた。照準は、砲塔内から観測兵が標的を直接視認したり、20分の1度の目盛りが付いたリングを使って間接的につけたりした。ブリアルモンの指示により、砲塔は1.5分以内に1回転、5分以内に3回転できるようになっていた。高さや角度が定まると、ブレーキが欠けられ砲塔が固定された。このブレーキは、グリセリン80パーセント、水20パーセントからなる溶液を用いた油圧式リコイルブレーキだった。砲塔内は、砲から発生するガスを排出するとともに、砲弾から発生するガスを砦内に入れないようにするため、手動の換気装置を用いて陽圧に保たれていた。また不具合が起きた場合に備えて、大砲を撤去して数時間以内に置き換えることもできるようになっていた。弾薬は砲塔の下に小分けで置かれ、大口径砲では薬莢なしで、5.7センチ砲では完全な薬莢で保管された。なおマース川の要塞砲はいずれも黒色火薬を使う形式であり、無煙火薬への切り替えは最後まで行われなかった。
マース川の要塞で使用された最も小さい砲は5.7センチマクシム＝ノルデンフェルト砲で、近距離で敵歩兵を攻撃する想定であった。この砲は三角形の装輪砲架に搭載されている場合が多かったが、一部では砲塔に据えられているものもあった。大規模な要塞は5.7センチ砲が背面砲郭に2門ずつ4門、上部砲郭に4門、要塞内への出入りをする進入斜面の防衛用に1門、計9門が配備されていた。小規模な要塞では、要塞入り口近くの背面壕砲郭に4門ずつ8門、進入斜面防衛に1門と、これも同じく計9門備えられた。台形砦ではいずれも、9門ある5.7センチ砲のうち2門を砲郭に収め、砦の第4角を防御した。5.7センチ砲砲塔は大規模な要塞に4つ、小規模な要塞に3つ存在した。この砲塔では大砲1門を6人の兵士が運用し、もっぱら葡萄弾を使用した。砲郭の砲の製造はコッカリル社とクルップ社が、砲塔の砲の製造はグルゾン社が担当した。
他の武装はいずれも砲塔に収められており、その種類は要塞の規模によって違った。大規模な要塞では15センチ二連装砲塔1基、12センチ二連装砲塔2基、21センチ砲塔2基が配備された。これらの製造はグルゾン社、クルーゾ社、サン＝シャモン社、アトリエ・ド・ラ・マース社、シャティヨン＝コマントリー社が担当した。加えてボンセル砦とナミュールの大規模要塞のみにマルシネル＝クイエ社、リエージュの大規模要塞のみにヴァンデケルクホーフェ社の大砲が納入された。またすべての要塞には、アトリエ・ド・ラ・マース社が製造した60センチサーチライトが備え付けられた。
5.7センチ砲以外はすべて直射専門となっており、地形の裏に隠れた敵を攻撃するような曲射ができない構造になっていたため、十分な効果を発揮できない部分もあった。

### 守備隊と設備
マース川の要塞には、歩兵、砲兵、工兵、支援人員からなる守備隊が詰めていた。彼らは平時には木造の仮兵舎に居住した。戦時には、この仮兵舎は解体され、要塞背面の兵営に移動した。ここでは1部屋に8人から12人が暮らすようになっていた。要塞上部の最下層に置かれた蒸気機関が電力を供給したほか、要塞のほぼ全体に灯油ランプが設置されていた。これらを維持するため、要塞内には石炭約80トンと石油燃料3500リットルが貯蔵されていた。要塞間の連絡は、主に民間の電信・電話線を通じて行われた。排泄物管理の考慮はあまりされておらず、換気設備に至ってはロンサン砦以外には存在しなかった。水は地下の井戸から汲み上げるか、水槽に貯蔵した雨水を利用した。しかし リエージュの戦い中には、砲撃で飛散したデブリが機関室へ水を供給するパイプを寸断したり、弾薬室や居住区画へ水があふれだすといった事故も発生した。

## 第一次世界大戦

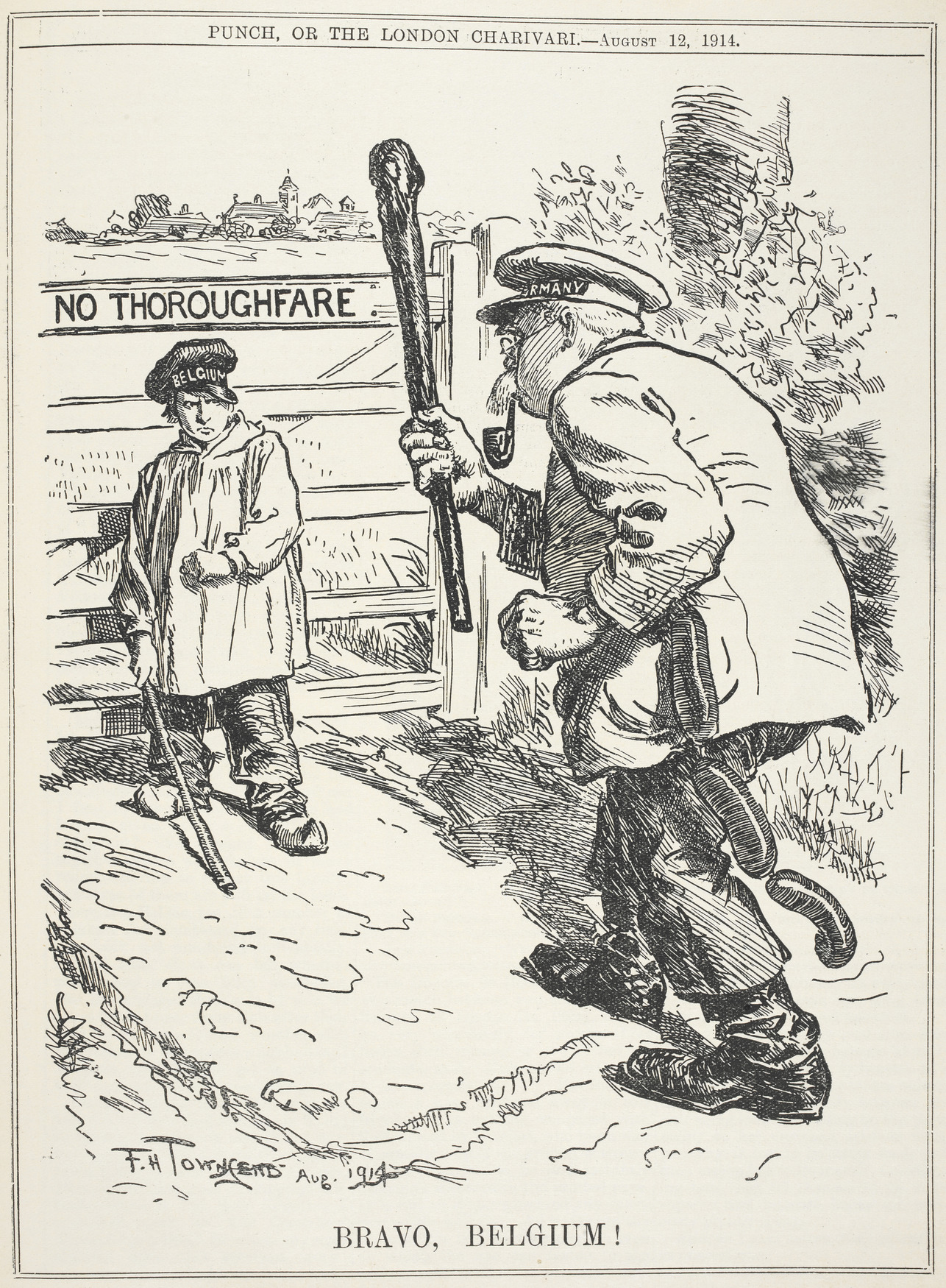
ドイツの攻撃に抵抗するベルギー（『パンチ』誌に掲載された風刺画。1914年）

1914年に第一次世界大戦が勃発してまもなく、リエージュはフランス侵攻を目指すドイツ軍の標的となった。リエージュの要塞が重砲に対して脆弱で近代化改修もされていないことは周知の事実であった。リエージュの戦い中、要塞群はドイツ軍の21センチ砲、28センチ砲、42センチ砲といった、設計時の想定になかった大口径砲の砲撃に晒された。またドイツ軍はまず要塞間の防衛線を突破し、一つも要塞を制圧ないし降伏させていないうちにリエージュ市街を制圧した。猛攻撃を受けた各要塞は、居住性、清潔性、換気性、防備といったあらゆる欠点を露呈し、居住性を失い反撃もできなくなった要塞から次々と降伏していった。ロンサン砦は火薬庫の爆発で砦全体が吹き飛ばされた。
もともとリエージュ要塞の使命は、敵軍の進撃を足止めし、ベルギー軍の動員を済ませるまでの時間を稼ぐことであった。そのため1888年当初の計画では、リエージュ要塞群は増援が無くとも1か月は耐えられると想定されていた。しかし1914年時点で、ドイツ軍がディッケ・ベルタ42センチ砲をはじめとした圧倒的な威力を誇る大口径砲を率いて攻めてくるという事態を前にしては、ベルギーの要塞は明らかに力不足であった。それを踏まえればリエージュは予想以上に長く持ちこたえたとも評価されている。しかし要塞内でも排煙や粉塵、不潔な環境からくる悪臭が守備隊を苦しめ、継戦不可能となった。ロンサン砦以外には、強制排気システムが存在しなかった。
ベルギーの要塞には、戦時の守備兵が過ごすための生活の質への配慮が欠けていた。便所やシャワー、キッチンといったサービス区画は、要塞背面（リエージュ市街側）の兵舎と溝を隔てた反対側に位置し、十分な防備が施されていなかった。遺体安置所は戦闘中に搬出できない壁外に設定されていた。このため、要塞群が長期間敵襲に耐え続けるのは困難であった。設計当初は要塞背面を脆弱にすることで敵に制圧された際の再占領を容易にする狙いがあった。また当時は機械的な換気システムがまだ誕生したばかりであり、居住区域や支援区画は自然換気に任せるようになっていた。しかし第一次世界大戦の実戦においては、こうした設計思想がことごとく裏目に出た。ドイツ軍の重砲撃により要塞の背面壕を容易に破壊されたうえ、要塞間を突破され市街を制圧されたことでベルギー軍が背後から攻撃される状態となった。ドイツ軍の砲撃で、ベルギー守備隊は換気が不十分な地下要塞中央部に押し込まれて呼吸困難に陥った。そして砲撃により、要塞そのものが上部からも背後からも破壊された。
戦略的にはリエージュの要塞はその役割を果し、ドイツ軍を足止めしてベルギー軍とフランス軍が動員するのに十分な時間を稼いだ。一方でこの戦闘により、要塞の能力やベルギー軍の戦略が抱える問題が明らかとなった。コンクリート技術についての理解不足による要塞本体の強度不足を解消できず、大口径砲による砲撃の前に守備隊や弾薬庫を守り切ることができなかった。そして要塞砲の排気や汚物からくる不潔な悪臭による呼吸困難によって、ほとんどの要塞が降伏を余儀なくされた。

## 戦間期のリエージュ要塞 (PFL)
第一次世界大戦後、ベルギー軍再建案の一環としてリエージュ要塞群が提案された。1927年の報告書は、マース川東岸に新たな要塞線を構築するよう勧告している。しかし財政危機の影響で要塞建設は大幅に遅れ、予定通りに進んだのはエバン＝エマール砦だけだった。バティス、オーバン＝ヌフシャトー、タンクレモンの要塞の工事が始まったのは1933年になってからであった。Mauhinとレ・ウェーデにも要塞を建設する計画であったが流れ、オーバン＝ヌフシャトー砦がその2つの役割を引き継ぐことになった。
リエージュ要塞群は、以下の5層からなっていた。 
- 前哨陣地 (Positions avancées): 国境近くに位置し、敵の進軍を遅滞させることを目的とした掩体壕66か所。
- PFL I: 近代的要塞4か所と掩体壕178か所。
- PFL II: 要塞8か所と歩兵シェルター62か所。リエージュを囲むブリアルモンの要塞群のうち南部と東部にあたり、要塞は近代化改修された。要塞間には掩体壕と対戦車障害物が設置された。
- PFL III: 掩体壕42か所。マース川東岸で3つの渡河地点を守る小規模な要塞線。
- PFL IV: マース川西岸を守る三層の防衛線。マース川に沿って掩体壕31か所、アルベール運河に沿って掩体壕9か所、Pontisse砦とFlémalle砦周辺に掩体壕10か所[41]。

### PFL II
最初に、リエージュを囲むブリアルモンの環状要塞群のうち、南と東の8か所が再建された。後に西の要塞も再建された。しかしロンサン砦は完全に崩壊していたため、修復することはできず放棄されたままになった。再建にあたり、リエージュの戦い当時の要塞が抱えていた欠点は解消され、東方の要塞線をバックアップするに足る存在となった。このリエージュを囲む要塞はPFL IIと呼ばれるようになり、西部（マース川以西）のものはまた別の要塞線であるPFL IVの一部ともされた。
第一次世界大戦時からの改良点として、21センチ榴弾砲と150ミリ榴弾砲は、それぞれ射程が長い15センチ砲と120ミリ砲に置き換えられ、機関銃も追加された。発電機、換気設備、兵員の生活設備、通信設備も改善された。これらの改良の中には、第一次世界大戦期にドイツ占領軍が要塞に施したものも含まれる。特に有名な改良点として、給水塔とみせかけ、監視塔や非常口の役割も兼ね備えて丈夫に守りを固めた吸気塔が設置された。

### PFL I
新たにリエージュ東方約20キロメートル (12 mi)の先に、新たに6つの要塞建設が計画された。従来のリエージュの環状要塞群のように特定の重要拠点を守る要塞とは異なり、こちらはフランスが建設したマジノ線と同様に、前線に沿って長大な防衛線を構築し、敵がベルギー領内に侵入すること自体を阻止するのを目的としていた。この新たな要塞線はPFL Iに指定され、ドイツからベルギーに侵攻する敵を防ぐ第一防衛線として、また仮にドイツが先にオランダを制圧しマーストリヒトから侵攻してきた場合の防衛線として期待された。最北に位置するエバン＝エマール砦は、アルベール運河に立ちふさがるように設置され、北方マーストリヒト方面の全面を射界に収めていた。その南東に砦間を埋めるためのオーバン＝ヌフシャトー砦が続き、その南東のバティス砦は、アーヘンから来る主要街道と鉄道を抑えていた。さらにその南南西にタンクレモン砦が置かれた。これら以外に、大規模な要塞としてスニエ＝ルムシャン砦、小規模な要塞としてコンブレン＝ドゥ＝ポン砦とレ・ヴェーデ砦の建設が提起されていたが、計画の早い段階で取り下げられた。PFL Iの要塞群には、規模に応じてそれぞれ600人から2000人の守備隊が配置された。
要塞を結んで防衛線を作るアイデアはフランスのマジノ線をまねたものだが、個々の要塞の設計は保守的だった。フランスの場合はパルメ砦のように一本の主廊を軸とした設営をしていたが、ベルギーの場合はこれとは対照的に、相変わらず強力な武装を狭い範囲に固め濠で囲んだブロックの集合体が一つの要塞を成していた。エバン＝エマール砦とバティス砦は、射程18キロメートル (11 mi)の120ミリ砲塔を擁し、4つの要塞すべてが射程10キロメートル (6.2 mi)の75ミリ砲とフランス製81ミリ迫撃砲の竪穴陣地を配置していた。アルベール運河の人工崖に沿って築かれたエバン＝エマール砦は、4つの要塞で唯一砲郭を有していた。切り立った断崖面は、空気の取入口を防衛するのにも都合が良かった。また新たに建設された要塞群のコンクリートと装甲の厚さは並外れていた。コンクリートは3.5メートル (11 ft)から4.5メートル (15 ft)の厚さで要塞を覆っており、砲塔は最大450ミリメートル (18 in)の装甲で覆われていた。そして第一次世界大戦の教訓をもとに、砦と砦の間には多数の監視点や歩兵シェルターが設けられた。

## 第二次世界大戦
ベルギーの軍中枢は、リエージュ北方の前線防衛に置いてエバン＝エマール砦が鍵となると考えていた。ドイツ軍が侵攻してきた場合、この砦が最初に攻撃を受ける可能性が高かった。一方のドイツ軍は、この巨大な要塞を攻略するべく、空挺部隊を投入した型破りな作戦を展開することにした。1940年5月10日に始まったエバン＝エマール砦の戦いで、ベルギー側の攻撃がうまく成果を上げられない中、ドイツ軍空挺兵75人が砦を強襲した。彼らは新型の成型炸薬で砲塔や機関銃室を破壊もしくは使用不能にし、砦は数時間で無力化された。
エバン＝エマール砦が陥落したことで、ドイツ軍は残りの新しい要塞群もより手軽に攻撃できるようになった。PFL IとPFL IIの要塞群は援護射撃をして互いに支援しようとしたが、効果は薄かった。バティス砦とオーバン＝ヌフシャトー砦は5月22日に降伏した。タンクレモン砦は無視され素通りされた。
ベルギー野戦軍は早々にリエージュから撤退した。その後の5月12日から、孤立したPFL IIの要塞群への攻撃が始まった。Flémalle砦は15日に空挺攻撃を受け、翌日降伏した。18日には、エバン＝エマール砦を落としたのと同じ歩兵大隊が、420ミリ榴弾砲の支援砲撃のもとバルション砦攻撃を開始した。バルション砦は同日中に降伏し、フレロン砦とPontisse砦も同じ道をたどった。20日にはEvengnée砦が降伏した。残りの南方の要塞は素通りされ、28日にベルギーの全面降伏にあわせて降伏した。タンクレモン砦は翌日まで開城せず、ベルギーで最後まで降伏せずに残った要塞となった。
第二次世界大戦中、エバン＝エマール砦は軍事要塞としては放棄され、プロパガンダ映画の映像を撮られるか、装甲貫通弾などの兵器テストの標的にされた。バティス砦とオーバン＝ヌフシャトー砦も同様に兵器テストに使われた。

## 戦後
十数か所あるブリアルモンの要塞群のうち、ロンサン、ランタン、Flémalle、オローニュ、Pontisse、バルション、アンブールの7か所が一般公開されており見学可能である。ショーフォンテーヌは特別な場合にのみ見学可能だが、再築などの取り組みは行われていない。ロンサン砦は、1914年8月15日の爆発以降、戦没者墓地兼記念碑となっている。ランタン砦は大規模な復旧が行われているにもかかわらず、戦間期に軍事要塞として再利用されなかったため、現在まで1888年の建設当時のような姿をとどめている。
他の要塞は、フレロン砦やボンセル砦のように半ば埋もれていて訪問できないものもある。ただしボンセル砦は吸気塔のみ見学可能である。またそれ以外に、現代ベルギー軍の補給基地として使われている要塞もある。
戦間期に建設されたPFL Iの4つの要塞は、保存の程度は異なるものの、いずれも見学可能である。特に戦闘に巻き込まれなかったタンクレモン砦は、すべての設備がそのまま残っている。他の3つは今でもベルギー軍が所有しているが、エバン＝エマール砦はエバン＝エマール砦協会によって博物館として運営されている。

### 関連文献
- Kaufmann, J.E.; Donnell, Clayton (2004). Modern European Military Fortifications, 1870–1950: A Selective Annotated Bibliography. Greenwood Publishing. ISBN 9780313316470